# جوزيف ك. ميرفي
جوزيف ك. ميرفي (بالإنجليزية: Joseph C. Murphy)‏ هو سياسي أمريكي، ولد في 1907، وتوفي في 1987. حزبياً، نشط في الحزب الديمقراطي. وقد انتخب عضو مجلس نواب ميشيغان ‏.